# 阿瓜布埃納 (洛斯桑托斯區)
阿瓜布埃納（西班牙語：Agua Buena），是巴拿馬的城鎮，位於該國中南部，由洛斯桑托斯省的洛斯桑托斯區負責管轄，面積10.1平方公里，海拔高度45米，2010年人口1,117，人口密度每平方公里110.6人。